# アプリリア・RSV mille

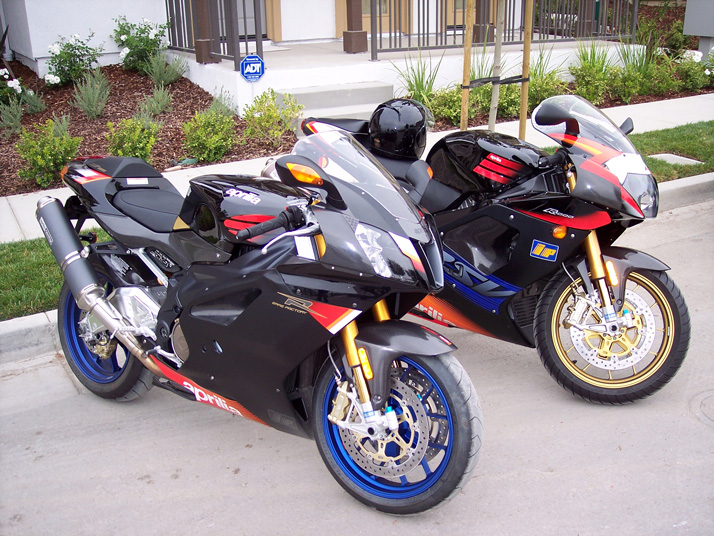
右がRSV mille R（2003年）、左はRSV1000R Factory

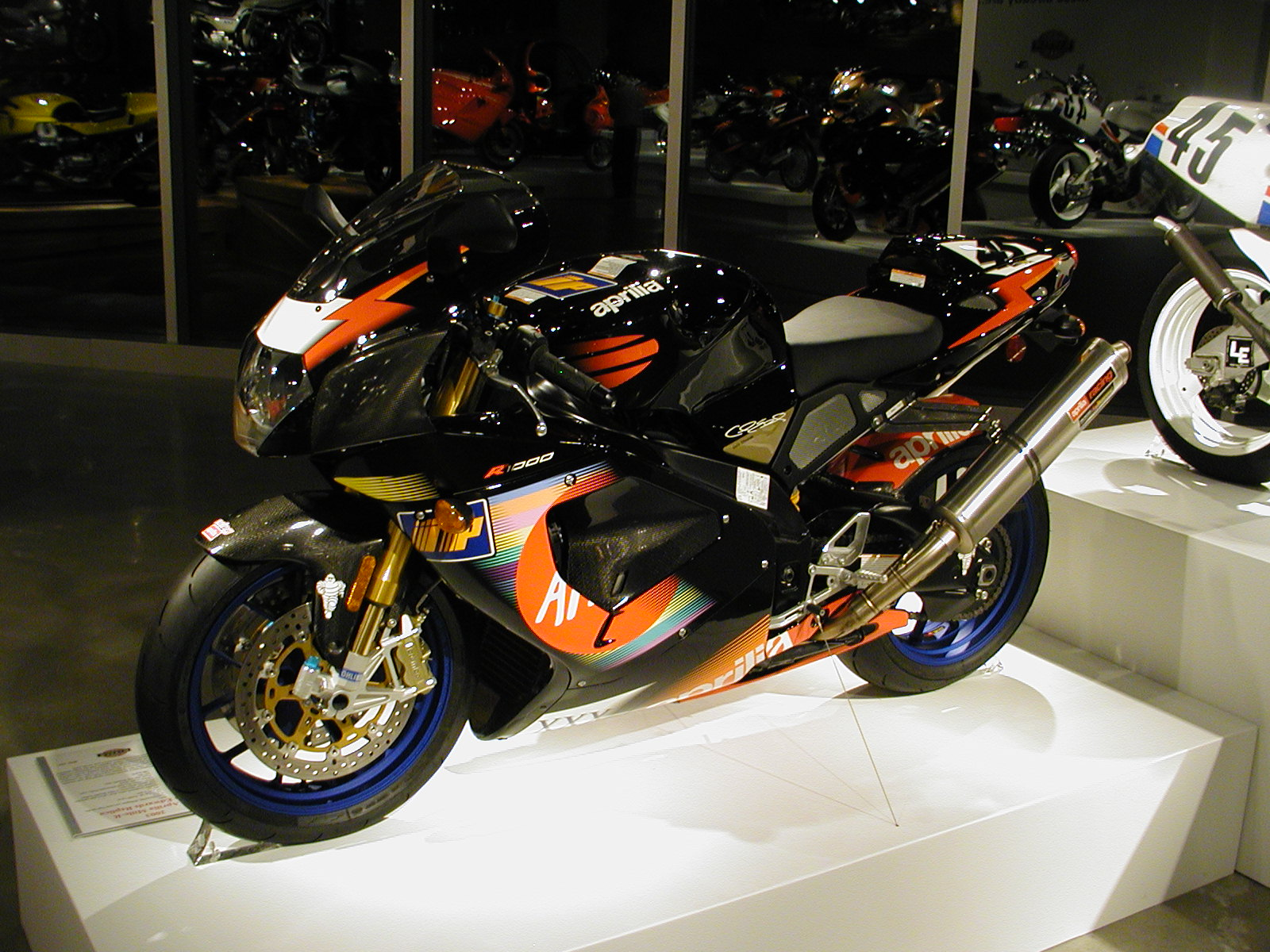
RSV mille R、コーリン・エドワーズのレプリカモデル

RSV mille　(アールエスブイミレ)とは、アプリリアが1998年から2003年まで製造・販売していたスーパースポーツタイプの4ストローク998ccの大型自動二輪(オートバイ)である。

## 概要
1997年、そのころドゥカティが唯一の1000ccVツインエンジン搭載のスポーツモデルを生産していたが、スーパーバイク世界選手権の規定が2気筒車有利であった為、ホンダ・VTR1000F及びスズキ・TLが相次いで発売された。この1年後の1998年にアプリリアよりRSV milleが誕生した。
RSV mille最大の特徴は他のメーカーが90°Vツインを使用していたのに対し、クランク前方と後方に2軸バランサーを備えたロータックス製の60°Vツインを採用していることである。また、それによりVツインモデルとしては非常に高い前輪荷重と長いスイングアーム長を可能にしている。しかし、フロントを軸に旋回していく現代的なハンドリングを持つ反面、60°Vツインは高さがあるために、高重心のものがリターンするのに合わせてコーナリングするきらいもあった。
なお、RSV milleは1998年の発売開始からエンジン搭載位置やエンジンチューニング（ビッグバルブ化）など細かくマイナーチェンジが施されている。
そのため、便宜上1998年から2000年までの初期型RSV milleを「ME型」、2001年から2003年までの後期型RSV milleを「RP型」と呼んで区別することがある。
「RP型」には更に厚みのあるシートカウルを持った1型と薄いシートカウルに変更した2型が存在している。
最終型RSV milleである2003年モデルは、最も熟成された「RSV mille」として高い評価を受けている。後のTUONO1000およびTUONO1000Rは、この2003年モデルをベースとしている。

## モデル一覧

### RSV mille
スタンダードモデル。

### RSV mille SP
アプリリアはスーパーバイク世界選手権にRSV milleを投入するにあたり、RSV milleをベースとしたエボリューションモデルを開発する。これが、RSV mille SPというモデルである。エンジンは当時交流のあった英国コスワースがチューニングを施し、エンジン搭載位置の変更、ボアストロークの変更、更にプラグをシングルプラグにするなどで、最高出力を150psと大きく向上させたモデルである。

### RSV mille R
RSV mille SPと、スタンダードのRSV milleの間を埋めるモデルとしてRSV mille Rが発売されている。このRSV mille Rは、スタンダードをベースとして、専用オーリンズフロントフォークおよびリアサスペンション、カーボンパーツなどを奢った豪華仕様で、目玉としてOZ RACINGのアルミ鍛造ホイールが装備されている。このアルミ鍛造ホイールのデザインは非常に好評だったため、後のRSV1000R Factoryにも採用され、これを模倣したデザインのホイールがPEGASO STRADA、果てはRS125まで採用されることになる。